# Фетваджян, Аршак Абрамович
Аршак Абра́мович Фетваджян (з.-арм. Արշակ Ֆեթվաճեան; 1 октября 1866, Трапезунд, Османская империя — 10 октября 1947, Медфорд, Массачусетс, США) — армянский художник, живописец и дизайнер. Наиболее известен как автор акварелей архитектурных памятников средневекового армянского города Ани, а также как проектировщик денежных знаков и почтовых марок Демократической Республики Армении.

## Биография

### Детские и юношеские годы
Аршак Фетваджян родился в 1866 году в Трапезунде. В родном городе он учился в национальном художественном институте, а затем продолжил своё обучение в Государственной художественной школе, открытой в Константинополе армянским скульптором Ервандом Восканом. Здесь Аршак обучался технике акварели у итальянца Валери. По окончании художественной школы в 1887 году, Фетваджян продолжил обучение за границей. Он уехал в Рим и был принят в академию Сан-Лука, где учился у итальянского живописца и скульптора Чезаре Маккари.

### Творческое становление
В 1891 году Аршак Фетваджян принял участие в итальянской национальной художественной выставке, где его художественный талант оказался в центре внимания. В том же году он уезжает на учёбу в Вену. Много раз Фетваджян бывал в Венеции, Армянском Острове Святого Лазаря (Сан-Ладзаро-дельи-Армени), где общается с Алишаном, пишет его портрет — один из немногих.
В 1895 году А. Фетваджян переезжает в Санкт-Петербург. В России он участвовал в художественных выставках и присоединился к Союзу русских художников. По просьбе театральных властей Аршак Абрамович недолгое время занимался театральной критикой. Помимо прочего в Санкт-Петербурге Аршак Абрамович занялся изучением архитектуры.

### Кавказский период
В начале 1900-х годов А. Фетваджян уехал в Закавказье, где организовал несколько своих выставок в Батуме, Тифлисе и Баку. В качестве художника-исследователя он участвовал в археологических раскопках (под руководством Николая Марра) средневековой армянской столицы Ани — города, в котором сосредоточились одни из самых выдающихся примеров армянской архитектуры средневековья. Изучив весь город, Аршак Абрамович сделал более тысячи акварелей и рисунков часовен, дворцов, церквей и монастырей, запечатлев в мельчайших подробностях их детали и декор. Многое из того, что изобразил художник, потом или вовсе исчезло, или сильно изменилось.
В 1906 году Фетваджян переехал в Тифлис, где остался на тринадцать лет. В это время он много ездит по Европе, Армении. Изучает историю армянской архитектуры, прикладное искусство, национальный костюм. Делает акварельные рисунки армянской одежды. Помимо исторических памятников Ани Фетваджян также запечатлел и другие армянские памятники культуры Кавказа (например, «Базилика Текора» в Карсе), жизнь и пейзажи Армении (например, «Восточная Почта», «Гора Арагац», «Озеро Севан»), портреты армян и других народов.

### Создание банкнот и марок
В мае 1918 года была провозглашена Демократическая Республика Армения (ДРА). Через год руководство республики поручило Аршаку Фетваджяну подготовить образцы денег и знаков почтовой оплаты ДРА. Заказ на печатание банкнот выполнила лондонская банкнотопечатающая фирма «Ватерлоо и сыновья», а серию из 10 стандартных марок оригинальных рисунков изготовила в ноябре 1920 года парижская типография Шаспо. Однако эти банкноты и марки не поступили в обращение, поскольку к моменту их выхода правительство партии Дашнакцутюн было свергнуто, а Армения провозглашена Социалистической Советской Республикой. В дальнейшем марки Фетваджяна с номиналами в 1, 3, 5, 10 и 15 рублей с чёрной надпечаткой герба ССР Армении использовались как гербовые марки.
| Невыпущенные в обращение марки ДРА (Yt #94—101). Художник — Аршак Фетваджян | Невыпущенные в обращение марки ДРА (Yt #94—101). Художник — Аршак Фетваджян |
| --------------------------------------------------------------------------- | --------------------------------------------------------------------------- |
|                                                                             |                                                                             |

- Банкноты, созданные А. Фетваджяном для ДРА (1919)
- 50 рублей (реверс)
- 50 рублей (аверс)
- 100 рублей (реверс)
- 100 рублей (аверс)
- 250 рублей (реверс)
- 250 рублей (аверс)

### Эмиграция
Из Парижа, где Фетваджян контролировал печать марок, в Советскую Армению художник не вернулся. Он продолжил выставляться в престижных залах; так, например, его художественные работы были замечены на показах в Лувре (1919, 1920) и Музее Виктории и Альберта. В 1922 году художник переехал в США, вначале в Нью-Йорк, а затем в Бостон. Аршак продолжал рисовать и был введен в художественные общества университетов Гарварда, Колумбии и Чикаго. Несколько раз он обращался к советскому правительству Армении с просьбой о возвращении, однако каждый раз получал отказ.
Аршак Фетваджян умер в Медфорде (штат Массачусетс) в 1947 году. Его останки были перезахоронены в Ереване.

## Наследие А. Фетваджяна
За более чем 20 лет, посвящённых искусству, Аршак Фетваджян создал не менее 2000 работ, от карандашных рисунков до кропотливо точной акварели. Несмотря на то, что несколько престижных американских университетов обратились к нему с предложением издать его работы, художник пожертвовал все свои картины, рисунки и архив Национальному государственному Музею Армянской ССР (ныне Национальная галерея). В завещании Аршак написал: «Да будет благословен тот, кто выполнит моё пожелание».

## Память
В 2016 году почта Армении выпустила две почтовые марки.